# یونگ جی سئوک
یونگ جی سئوک (هانگول: 정지석; متولد ۱۰ مارس ۱۹۹۵ در بوچئون، استان گیئونگی) بازیکن والیبال اهل کره جنوبی است که در وی لیگ بازی می‌کند.